# Henrik Galeen
Henrik Galeen (n. 7 de enero de 1881 – 30 de julio de 1949) fue un actor, guionista y director de cine austríaco considerado una figura influyente en el desarrollo del cine expresionista alemán durante la era del cine mudo.

## Filmografía seleccionada
| Título                                | Año  | Credito como | Credito como | Credito como | Credito como | Notas                 | Ref(s)      |
| Título                                | Año  | Director     | Escritor     | Actor        | Otros        | Notas                 | Ref(s)      |
| ------------------------------------- | ---- | ------------ | ------------ | ------------ | ------------ | --------------------- | ----------- |
| Die Golem                             | 1915 | Sí           | Sí           | Sí           |              | como Trödler          | [ 1 ]       |
| Die rollende Kugel                    | 1919 |              | Sí           |              |              |                       | [ 2 ] [ 3 ] |
| Die beiden Gatten der Frau Ruth       | 1919 |              | Sí           |              |              |                       | [ 4 ]       |
| Der verbotene Weg                     | 1920 | Sí           | Sí           |              |              |                       | [ 5 ]       |
| El Golem                              | 1920 |              | Sí           |              |              |                       | [ 6 ]       |
| Judith Trachtenberg                   | 1920 | Sí           |              |              |              |                       | [ 7 ]       |
| Die Geliebte Roswolskys               | 1921 |              | Sí           |              |              |                       | [ 8 ]       |
| Nosferatu, eine Symphonie des Grauens | 1922 |              | Sí           |              |              |                       | [ 9 ]       |
| Stadt in Sicht                        | 1923 | Sí           | Sí           |              |              |                       | [ 10 ]      |
| Das Haus ohne Lachen                  | 1923 |              |              | Sí           |              | como William Brent    | [ 11 ]      |
| Auf gefährlichen Spuren               | 1924 |              | Sí           | Sí           |              | como Francis Margreit | [ 12 ]      |
| Waxworks                              | 1924 |              | Sí           |              |              |                       | [ 13 ]      |
| Die Liebesbriefe der Baronin von S... | 1924 | Sí           | Sí           |              |              |                       | [ 14 ]      |
| Zigano                                | 1925 |              | Sí           |              |              |                       | [ 15 ]      |
| Das Fräulein vom Amt                  | 1925 |              | Sí           |              |              |                       | [ 16 ]      |
| Achtung Harry! Augen auf!             | 1926 |              | Sí           |              |              |                       | [ 17 ]      |
| Der Student von Prag                  | 1926 | Sí           | Sí           |              |              |                       | [ 18 ]      |
| Alraune                               | 1928 | Sí           | Sí           |              |              |                       | [ 19 ]      |
| Sein größter Bluff                    | 1928 |              | Sí           |              |              |                       | [ 20 ]      |
| Die Dame mit der Maske                | 1928 |              | Sí           |              | Sí           | Escritor              | [ 21 ]      |
| Schatten der Unterwelt                | 1931 |              | Sí           |              |              |                       | [ 22 ]      |
| Bobby geht los                        | 1931 |              | Sí           |              |              |                       | [ 23 ]      |
| L'Auberge du père Jonas               | 1932 |              | Sí           |              |              |                       | [ 24 ]      |
| Ombres des bas fonds                  | 1932 |              | Sí           |              |              |                       | [ 25 ]      |
| Salon Dora Green                      | 1933 | Sí           |              |              |              |                       | [ 26 ]      |